# Brunettia spinistoma
Brunettia spinistoma är en tvåvingeart som beskrevs av Tokunaga och Komyo 1954. Brunettia spinistoma ingår i släktet Brunettia och familjen fjärilsmyggor. Inga underarter finns listade i Catalogue of Life.